# Микроволновое излучение
Микроволновое излучение (микроволны) — область спектра электромагнитного излучения с длинами волн от 1 м до 1 мм, соответствующими частотам от 300 МГц и до 300 ГГц соответственно. Различные источники используют разные диапазоны частот для микроволн; вышеупомянутое широкое определение включает диапазоны: УВЧ (дециметровые волны), СВЧ (сантиметровые волны) и КВЧ (миллиметровые волны). Более распространённое определение в радиотехнике — диапазон от 1 до 100 ГГц (длины волн от 0,3 м до 3 мм). Частоты микроволнового излучения часто обозначаются терминами IEEE для радиолокационных диапазонов: S, C, X, Ku, K или Ka диапазон или аналогичными обозначениями НАТО или ЕС.
Приставка микро- в словосочетании микроволновое излучение не предназначено для определения длины волны в микрометровом диапазоне. Скорее, это указывает на то, что микроволны «маленькие» (с более короткими длинами волн) по сравнению с радиоволнами, которые использовались до распространения микроволновой технологии. Границы между дальним инфракрасным диапазоном, областью терагерцового излучения, микроволнами и дециметровых радиоволн достаточно произвольна и используется по-разному в различных областях науки и технологии.
Микроволны распространяются в пределах прямой видимости; в отличие от низкочастотных радиоволн, они не дифрагируют вокруг холмов, не следуют за земной поверхностью, как поверхностные волны, и не отражаются от ионосферы, поэтому наземные микроволновые каналы связи ограничены визуальным горизонтом примерно до 64 км. В верхней части диапазона они поглощаются газами в атмосфере, ограничивая практическое расстояние связи примерно до километра. Микроволны широко используются в современных технологиях, например, в линиях связи точка-точка, беспроводных сетях, микроволновых радиорелейных сетях, радарах, спутниковой и космической связи, медицинской диатермии и лечении рака, дистанционном зондировании Земли, радиоастрономии, ускорителях частиц, спектроскопии, промышленном отоплении, системах предотвращения столкновений, устройствах открывания гаражных ворот и системы входа без ключа, а также для приготовления пищи в микроволновых печах.
Микроволновое излучение большой интенсивности используется для бесконтактного нагрева тел (в бытовых микроволновых печах — для разогрева продуктов, в промышленных — для термообработки металлов, в хирургии — при радиочастотной абляции вен; основным элементом здесь служит магнетрон), а также для радиолокации.

## Электромагнитный спектр
Микроволны занимают область в электромагнитном спектре с частотой выше обычных радиоволн и ниже инфракрасного света:
| Электромагнитный спектр | Электромагнитный спектр | Электромагнитный спектр | Электромагнитный спектр | Электромагнитный спектр |
| Имя                     | Длина волны             | Частота (Гц)            | Энергия фотона (эВ)     |                         |
| ----------------------- | ----------------------- | ----------------------- | ----------------------- | ----------------------- |
| Гамма-луч               | <0,02 нм                | > 15 ЭГц                | > 62,1 кэВ              |                         |
| Рентгеновский           | 0,01 нм — 10 нм         | 30 ЭГц — 30 ПГц         | 124 кэВ — 124 эВ        |                         |
| Ультрафиолетовый        | 10 нм — 400 нм          | 30 ПГц — 750 ТГц        | 124 эВ — 3 эВ           |                         |
| Видимый свет            | 390 нм — 750 нм         | 770 ТГц — 400 ТГц       | 3,2 эВ — 1,7 эВ         |                         |
| Инфракрасный            | 750 нм — 1 мм           | 400 ТГц — 300 ГГц       | 1,7 эВ — 1,24 мэВ       |                         |
| Микроволны              | 1 мм — 1 м              | 300 ГГц — 300 МГц       | 1,24 мэВ — 1,24 мкэВ    |                         |
| Радио                   | 1 м — 100 км            | 300 МГц — 3 кГц         | 1,24 мкэВ — 12,4 фэВ    |                         |

В описаниях электромагнитного спектра некоторые источники классифицируют микроволны как радиоволны, подмножество диапазона радиоволн, в то время как другие классифицируют микроволны и радиоволны как раздельные типы излучения. Это распространённое различие.

### Поддиапазоны
Поддиапазоны СВЧ в различных системах обозначений различаются; используемые в спутниковой связи приведены в таблице.
| Название диапазона | Частотный диапазон, ГГц | Частотный диапазон, ГГц |
| Название диапазона | в радиолокации          | в спутниковой связи     |
| ------------------ | ----------------------- | ----------------------- |
| L                  | 1,0—2,0                 | 1,0—2,0                 |
| S                  | 2,0—4,0                 | 2,0—4,0                 |
| C                  | 4,0—8,0                 | 3,4—8,0                 |
| X                  | 8,0—12,0                | 7,0—10,7                |
| Ku                 | 12,0—18,0               | 10,7—18,0               |
| K                  | 18,0—26,5               | 18,3—20,2; 27,5—31,5    |
| Ka                 | 26,5—40,0               |                         |

## Распространение
Микроволны распространяются только в прямой видимости, в отличие от низкочастотных радиоволн, они не распространяются как поверхностные волны, которые повторяют контур Земли и не отражаются от ионосферы (небесные волны). Хотя в нижнечастотном конце диапазона они могут проходить сквозь стены здания, сохраняя достаточную мощность сигнала для приёма, обычно требуют свободное пространство для ближней зоны приёма. Следовательно, на поверхности Земли микроволновые каналы связи ограничены визуальным горизонтом примерно 48—64 км. Микроволны поглощаются водяным паром и туманом в атмосфере и затухание увеличивается с увеличением частоты, становясь значительным фактором (поглощение излучения в дождевых каплях) на высокочастотном конце диапазона. Начиная примерно с 40 ГГц газы, входящие в состав воздуха, также начинают поглощать микроволны, поэтому выше этой частоты связь  ограничивается несколькими километрами. Спектр поглощения в атмосфере имеет пики поглощения на определённых частотах (см. График справа). На частотах свыше 100 ГГц поглощение электромагнитного излучения атмосферой Земли настолько велико, что она фактически непрозрачна, и становится прозрачной в диапазоне частот инфракрасного и оптического окон прозрачности.

### Тропосферное рассеяние
В пучке микроволнового излучения направленном под углом в небо, небольшое количество энергии будет хаотически рассеиваться, когда луч проходит через тропосферу. Чувствительный приёмник за горизонтом с узконаправленной антенной, направленной на эту область тропосферы, может принять сигнал. Этот метод связи использовался на частотах от 0,45 до 5 ГГц в системах связи с тропосферным рассеянием (тропосферное рассеяние) для связи за горизонтом на расстояниях до 300 км.

## Антенны
Короткие длины волн микроволнового излучения позволяют делать всенаправленные антенны для портативных устройств очень маленькими, от 1 до 20 см в длину, поэтому микроволновые частоты широко используются для беспроводных устройств, таких как сотовые телефоны, беспроводные телефоны и доступ к беспроводным локальным сетям (Wi-Fi) для ноутбуков и наушников Bluetooth. Используемые антенны включают короткие штыревые антенны, антенны «резиновая утка», антенны Герца, патч-антенны и всё чаще используются инвертированные F-антенны с печатной схемой (PIFA), используемые в сотовых телефонах.
Их короткая длина волны также позволяет создавать узкие пучки микроволнового излучения с помощью удобных небольших антенн с высоким коэффициентом усиления от полуметра до 5 м в диаметре. Поэтому микроволны используются для каналов связи точка-точка и для радаров. Преимущество узких направленных лучей состоит в том, что они не создают помех соседнему оборудованию, использующему ту же частоту, что позволяет повторно использовать частоту соседними передатчиками. Параболические (тарелочные) антенны являются наиболее широко используемыми направленными антеннами на микроволновых частотах, но также используются рупорные антенны, щелевые антенны и диэлектрические линзовые антенны. Плоские микрополосковые антенны всё чаще используются в потребительских устройствах. Другим типом направленной антенны, применяемой на микроволновых частотах, является фазированная антенная решётка, которая представляет собой матрицу антенн, управляемую компьютером, создающая луч, который можно направлять управляемым способом в разных направлениях.
Линии передачи, которые используются для передачи низкочастотных радиоволн к антеннам и от них, такие как коаксиальный кабель и параллельные проводные линии, имеют чрезмерные потери мощности на микроволновых частотах, поэтому, когда требуется низкое затухание, микроволны передаются по металлическим трубам, называемым волноводами. Из-за высокой стоимости и требований к техническому обслуживанию волноводных участков во многих СВЧ-антеннах выходной каскад передатчика или ВЧ-вход приёмника расположен на антенне.

## Устройство и анализ
Термин микроволны также имеет более техническое значение в электромагнетизме и теории цепей. Аппаратура и методы можно качественно описать как «микроволновые», когда длины волн сигналов примерно такие же, как и размеры схемы, так что теория схем с сосредоточенными элементами неприменима, и вместо этого более полезны модели с распределёнными элементами и теория линий передачи для проектирования и анализа.
Как следствие, в практических СВЧ-схемах обычно отходят от дискретных резисторов, конденсаторов и катушек индуктивности, используемых с низкочастотными радиоволнами. Открытые и коаксиальные линии передачи, используемые на более низких частотах, заменяются волноводами и полосковыми линиями, а схемы с сосредоточенными элементами заменяются объёмными резонаторами или резонансными шлейфами. В свою очередь, на ещё более высоких частотах, когда длина волны электромагнитных волн становится мала по сравнению с размером структур, используемых для их обработки, микроволновые методы становятся неадекватными, и используются методы оптики.

## СВЧ-источники
В мощных микроволновых источниках используются специальные вакуумные лампы для генерации микроволн. Эти устройства работают на принципах, отличных от низкочастотных вакуумных ламп, используя баллистическое движение электронов в вакууме под действием управляющих электрических или магнитных полей и включают в себя магнетрон (используемый в микроволновых печах), клистрон, лампу бегущей волны (ЛБВ) и гиротрон. Эти устройства работают в режиме модуляции плотности, а не в режиме модуляции тока. Это означает, что они работают на основе сгустков электронов, пролетающих через них баллистически (без столкновений), а не на использовании непрерывного потока электронов.
В источниках микроволнового излучения малой мощности используются твердотельные устройства, такие, как полевой транзистор (по крайней мере, на более низких частотах), туннельные диоды, диоды Ганна и лавинно-пролётные диоды. Источники с низким энергопотреблением доступны в виде настольных инструментов, инструментов для монтажа в стойку, встраиваемых модулей и в формате на уровне карты. Мазер — твердотельное устройство, которое усиливает микроволны, используя принципы, аналогичные принципам лазера, который усиливает световые волны более высокой частоты.
Все тёплые объекты излучают малоинтенсивное микроволновое излучение чёрного тела в зависимости от их температуры, поэтому в метеорологии и дистанционном зондировании микроволновые радиометры используются для измерения температуры объектов или местности. Солнце и другие астрономические радиоисточники, такие как Кассиопея А, излучают микроволновое излучение, которое несёт информацию об их составе, который изучается радиоастрономами с помощью приёмников, называемых радиотелескопами. Космическое микроволновое фоновое излучение (CMBR), например, представляет собой слабый микроволновый шум, заполняющий пустое пространство, который является основным источником информации по космологической теории происхождения Вселенной, касающейся Большого взрыва.

## Использование микроволнового излучения
Микроволновая технология широко используется для связи точка-точка (то есть не радиовещания). Микроволны особенно подходят для этого использования, поскольку они легче фокусируются в более узкие лучи, чем радиоволны, что позволяет повторно использовать частоту; их сравнительно более высокие частоты обеспечивают широкую полосу пропускания и высокие скорости передачи данных, а размеры антенн меньше, чем на более низких частотах, поскольку размер антенны обратно пропорционален передаваемой частоте. Микроволны используются для связи на космических кораблях, и большая часть мировых данных, телевидения и телефонной связи передаётся на большие расстояния с помощью микроволн между наземными станциями и спутниками связи. Микроволны также используются в микроволновых печах и в радиолокационной технике.

### Коммуникация
До появления оптоволоконной передачи большинство междугородних телефонных звонков осуществлялось через сети микроволновых радиорелейных линий, которыми управляют такие операторы, как AT&T Long Lines. Начиная с начала 1950-х годов мультиплексирование с частотным разделением использовалось для передачи до 5400 телефонных каналов по каждому микроволновому радиоканалу, при этом до десяти радиоканалов объединялись в одну антенну для перехода к следующему узлу, расположенному на расстоянии до 70 км.
Протоколы беспроводной локальной сети, такие как Bluetooth и спецификации 802.11, используемые для Wi-Fi, также используют микроволны в 2,4 ГГц ISM-диапазона, хотя 802.11a использует диапазон ISM и частоты U-NII в диапазоне 5 ГГц. Лицензионная дальнобойность (примерно до 25 км) для услуги беспроводного доступа в Интернет использовались почти десять лет во многих странах при 3,5—4,0 ГГц. FCC выделила частоты для операторов, которые хотят предлагать услуги в этом диапазоне в США с акцентом на 3,65 ГГц. Десятки поставщиков услуг по всей стране получают или уже получили от FCC лицензии на работу в этом диапазоне. Предлагаемые услуги WIMAX, которые могут быть реализованы на 3,65 ГГц, предоставит бизнес-клиентам ещё один вариант подключения.
Протоколы городских сетей (MAN), такие как WiMAX, основаны на таких стандартах, как IEEE 802.16, рассчитанные на работу от 2 до 11 ГГц. Коммерческие реализации находятся в диапазонах 2,3 ГГц, 2,5 ГГц, 3,5 ГГц и 5,8 ГГц.
Протоколы мобильного широкополосного беспроводного доступа (MBWA), основанные на спецификациях стандартов, таких как IEEE 802.20 или ATIS/ANSI HC-SDMA (например, iBurst), работают в диапазоне от 1,6 до 2,3 ГГц, чтобы обеспечить мобильность и характеристики проникновения излучения в здания, аналогичные мобильным телефонам, но с гораздо большей спектральной эффективностью.
Некоторые сети мобильной связи, такие как GSM, используют низкие частоты СВЧ/высокие УВЧ около 1,8 и 1,9 ГГц в США и в других странах, соответственно. DVB-SH и S-DMB используют диапазон от 1,452 до 1,492 ГГц, в то время как в США используется проприетарное или несовместимое спутниковое радио около 2,3 ГГц для DARS.
Микроволновое радио используется в радиовещании и телекоммуникациях, потому что из-за своей короткой длины волны высоконаправленные антенны меньше и, следовательно, более практичны, чем они были бы на более длинных волнах (более низких частотах). Кроме того, в микроволновом спектре доступна более широкая полоса, чем в остальном радиоспектре; полезная пропускная способность ниже 300 МГц меньше 300 МГц, в то время как многие ГГц могут использоваться полосу больше, чем 300 МГц. Обычно микроволны используются в телевизионных новостях для передачи сигнала из удалённого места на телевизионную станцию из специально оборудованного фургона.
Большинство систем спутниковой связи работает в диапазонах C, X, Ka или Ku микроволнового спектра. Эти частоты обеспечивают широкую полосу пропускания, избегая переполненных частот УВЧ и оставаясь ниже частот КВЧ, при которых сильно атмосферное поглощение. Спутниковое телевидение работает либо в диапазоне C для традиционной фиксированной спутниковой службы с большой тарелкой, либо в диапазоне Ku для прямого вещания со спутника. Военная связь осуществляется в основном по каналам связи X или Ku, при этом диапазон K используется для Milstar.

### Навигация
Глобальные навигационные спутниковые системы (GNSS), включающие китайскую Бэйдоу, американскую систему глобального позиционирования (введена в 1978 году) и российскую систему ГЛОНАСС, транслируют навигационные сигналы в различных диапазонах между примерно 1,2 ГГц и 1,6 ГГц.

### Радар
Радар — устройство для радиолокации, которое использует луч радиоволн, излучаемый передатчиком и измеряет отражённый от объекта сигнал, позволяя определить местоположение, дальность, скорость и другие характеристики объекта. Короткая длина волны микроволн вызывает сильные отражения от объектов размером с автомобили, корабли и самолёты. Кроме того, на этих длинах волн антенны с высоким коэффициентом усиления, такие как параболические антенны, которые требуются для получения узкого луча, необходимой для точного определения местоположения объектов, малы по размерам, что позволяет быстро поворачивать их для сканирования объектов. Следовательно, микроволновые частоты являются основными частотами, используемыми в радарах. Микроволновый радар широко используется в таких приложениях, как управление воздушным движением, прогнозирование погоды, навигация судов и обеспечение соблюдения ограничений скорости. Радары дальнего действия используют более низкие микроволновые частоты, поскольку в верхнем конце диапазона атмосферное поглощение ограничивает диапазон, но миллиметровые волны используются для радаров ближнего действия, таких как системы предотвращения столкновений.

### Радиоастрономия
Микроволны, излучаемые астрономическими радиоисточниками; такими как планеты, звёзды, галактики и туманности изучаются в радиоастрономии с помощью больших тарелочных антенн, называемых радиотелескопами. Помимо приёма естественного микроволнового излучения, радиотелескопы использовались в активных радиолокационных экспериментах, для экспериментов с отражением микроволн от планет Солнечной системы, где определялись расстояния до Луны или наносилась на карту невидимая поверхность Венеры через облачный покров.
Недавно завершённый микроволновый радиотелескоп — Большая миллиметровая антенная решётка в Атакаме, расположенный на высоте более 5000 метров в Чили, исследует Вселенную в миллиметровом и субмиллиметровом диапазонах длин волн. На сегодняшний день это крупнейший в мире проект в области наземной астрономии. Он состоит из более чем 66 тарелок и был построен при международном сотрудничестве Европы, Северной Америки, Восточной Азии и Чили.
Основным направлением микроволновой радиоастрономии в последнее время стало картирование космического микроволнового фонового излучения (CMBR), открытого в 1964 году радиоастрономами Арно Пензиасом и Робертом Уилсоном. Это слабое фоновое излучение, которое заполняет Вселенную и практически одинаково во всех направлениях, представляет собой «реликтовое излучение», оставшееся от Большого взрыва, и является одним из немногих источников информации об условиях в ранней Вселенной. Из-за расширения и сопутствующего охлаждения Вселенной первоначально высокоэнергетическое излучение сместилось в микроволновую область радиоспектра. Достаточно чувствительные радиотелескопы могут обнаруживать реликтовое излучение как слабый сигнал, не связанный с какой-либо звездой, галактикой или каким-либо другим объектом.

### Нагревательные и энергетические приложения
Микроволновая печь пропускает микроволновое излучение с частотой около 2,45 ГГц через пищу, вызывая диэлектрический нагрев в первую очередь за счёт поглощения энергии молекулами воды. Микроволновые печи стали обычным кухонным оборудованием в западных странах в конце 1970-х годов, после разработки менее дорогих резонаторных магнетронов. Вода в жидком состоянии обладает множеством молекулярных взаимодействий, которые расширяют пик поглощения. В паровой фазе изолированные молекулы воды поглощают излучение около 22 ГГц, что почти в десять раз больше частоты микроволновой печи.
Микроволновое излучение используется в промышленных процессах для сушки и отверждения продуктов.
Многие технологические процессы обработки полупроводников используют микроволны для генерации плазмы для таких целей, как реактивное ионное травление и химическое осаждение из паровой фазы (PECVD).
Микроволны используются в стеллараторах и экспериментальных термоядерных реакторах токамаков, для превращения газа в плазму и нагрева её до очень высоких температур. Частота настроена на циклотронный резонанс электронов в магнитном поле, где-то между 2—200 ГГц, поэтому его часто называют электронно-циклотронным резонансным нагревом (ЭЦРН). Строящийся термоядерный реактор ИТЭР будет использовать 170 ГГц излучатели с мощностью до 20 МВт.
Микроволны могут использоваться для передачи энергии на большие расстояния, и после Второй мировой войны были проведены исследования для изучения такой возможности. В 1970-х и начале 1980-х годов НАСА работало над исследованием возможностей использования спутниковых систем на солнечной энергии (SPS) с большими солнечными батареями, которые передавали бы энергию на поверхность Земли с помощью микроволн.
Существует менее смертоносное оружие, использующее миллиметровые волны для нагрева тонкого слоя человеческой кожи до невыносимой температуры, чтобы заставить человека уйти. Двухсекундная очередь сфокусированного луча с частотой 95 ГГц нагревает кожу до температуры 54 °С на глубине 0,4 мм. Военно-воздушные силы и морская пехота США в настоящее время используют этот тип системы активного отказа в стационарных установках.

### Спектроскопия
Микроволновое излучение используется в спектроскопии электронного парамагнитного резонанса (ЭПР или ЭПР), обычно в области X-диапазона (около 9 ГГц) в сочетании с магнитными полями 0,3 Тл. Этот метод предоставляет информацию о неспаренных электронах в химических соединениях, таких как свободные радикалы или ионы переходных металлов, таких как Cu (II). Микроволновое излучение также используется для вращательной спектроскопии и может быть объединено с электрохимией, для электрохимии, усиленной микроволновым излучением.

## Диапазоны микроволновых частот
Полосы частот в микроволновом спектре обозначены буквами. Однако, существует несколько несовместимых систем обозначения диапазонов, и даже внутри системы частотные диапазоны, соответствующие некоторым буквам, несколько различаются между различными областями применения. Буквенная система возникла во время Второй мировой войны в сверхсекретной американской классификации диапазонов, используемых в радиолокационных установках; это источник самой старой буквенной системы, радиолокационных диапазонов IEEE. Один набор микроволновых диапазонов, обозначенных Радиообществом Великобритании (RSGB), представлен в таблице ниже:
| Обозначение | Частотный диапазон | Диапазон длин волн | Типичное использование |
| ----------- | ------------------ | ------------------ | --- |
| L группа    | 1—2 ГГц            | 15—30 см           | Военная телеметрия, GPS, мобильные телефоны (GSM), любительское радио |
| Группа S    | 2—4 ГГц            | 7,5—15 см          | Метеорологический радар, радар для надводных кораблей, некоторые спутники связи, микроволновые печи, микроволновые устройства / средства связи, радиоастрономия, мобильные телефоны, беспроводная локальная сеть, Bluetooth, ZigBee, GPS, любительское радио |
| Группа C    | 4—8 ГГц            | 3,75—7,5 см        | Междугородная радиосвязь |
| Группа X    | 8—12 ГГц           | 25—37,5 мм         | Спутниковая связь, радар, наземная широкополосная связь, космическая связь, любительское радио, молекулярная вращательная спектроскопия |
| Группа KU   | 12—18 ГГц          | 16,7—25 мм         | Спутниковая связь, молекулярная вращательная спектроскопия |
| Группа K    | 18—26,5 ГГц        | 11,3—16,7 мм       | Радар, спутниковая связь, астрономические наблюдения, автомобильный радар, молекулярная вращательная спектроскопия |
| Группа Ka   | 26,5—40 ГГц        | 5,0—11,3 мм        | Спутниковая связь, молекулярная вращательная спектроскопия |
| Диапазон Q  | 33—50 ГГц          | 6,0—9,0 мм         | Спутниковая связь, наземная микроволновая связь, радиоастрономия, автомобильный радар, молекулярная вращательная спектроскопия |
| Группа U    | 40—60 ГГц          | 5,0—7,5 мм         | |
| Группа V    | 50—75 ГГц          | 4,0—6,0 мм         | Радиолокационные исследования миллиметрового диапазона, вращательная спектроскопия молекул и другие виды научных исследований |
| Группа W    | 75—110 ГГц         | 2,7—4,0 мм         | Спутниковая связь, исследования радаров миллиметрового диапазона, военные радиолокационные системы наведения и слежения, а также некоторые невоенные приложения, автомобильные радары                                                                        |
| Группа F    | 90—140 ГГц         | 2,1—3,3 мм         | СВЧ-передачи: радиоастрономия, микроволновые устройства / средства связи, беспроводная локальная сеть, самые современные радары, спутники связи, спутниковое телевизионное вещание, DBS, любительское радио.                                                 |
| Группа D    | 110—170 ГГц        | 1,8—2,7 мм         | КВЧ-передачи: радиоастрономия, высокочастотное микроволновое радиорелейное устройство, микроволновое дистанционное зондирование, любительское радио, оружие направленной энергии, сканер миллиметровых волн.                                                 |

Существуют и другие определения.
Для частот УВЧ ниже L-диапазона иногда используется термин P-диапазон, но теперь он устарел согласно IEEE Std 521.
Когда во время Второй мировой войны впервые были разработаны радары для диапазона K, не было известно, что существует соседняя полоса поглощения (из-за водяного пара и кислорода в атмосфере). Чтобы избежать этой проблемы, исходная полоса K была разделена на нижнюю Ku и верхнюю Ka полосы.

## Измерение частоты микроволн
Частоту микроволн можно измерить электронными или механическими методами.
Можно использовать счётчики частоты или высокочастотные гетеродины. Здесь неизвестная частота сравнивается с гармониками известной более низкой частоты с использованием низкочастотного генератора, генератора гармоник и смесителя. Точность измерения ограничена точностью и стабильностью опорного источника.
Механические методы требуют настраиваемого резонатора, такого как измеритель поглощения волны, у которого известна связь между физическим размером и частотой.
В лабораторных условиях линии Лечера можно использовать для прямого измерения длины волны на линии передачи, состоящей из параллельных проводов, после чего можно определить частоту. Аналогичный метод заключается в использовании волновода с прорезями или коаксиальной линии с прорезями для прямого измерения длины волны. Эти устройства, которые называются измерительная линия, состоят из зонда, вводимого в линию через продольную прорезь, так что зонд может свободно перемещаться вверх и вниз по линии. Измерительные линии предназначены в первую очередь для измерения коэффициента стоячей волны по напряжению линии. Однако при наличии стоячей волны их также можно использовать для измерения расстояния между узлами, которое равно половине длины волны. Точность этого метода ограничена определением местоположения узлов.

## Влияние на здоровье
Микроволны — неионизирующее излучение, что означает, что микроволновые фотоны не содержат достаточной энергии для ионизации молекул или разрыва химических связей или повреждения ДНК, в отличие от ионизирующего излучения, такого как рентгеновские лучи или ультрафиолетовое излучение. Слово «излучение» относится к энергии, исходящей от источника, а не к радиоактивности. Основной эффект поглощения микроволн — нагрев материалов; электромагнитные поля заставляют полярные молекулы колебаться или вращаться. Не известно о том, что микроволны (или другое неионизирующее электромагнитное излучение) оказывают значительное неблагоприятное биологическое воздействие при низких интенсивностях. Некоторые, но не все исследования показывают, что длительное воздействие может иметь канцерогенный эффект.
Во время Второй мировой войны было замечено, что люди на пути излучения радарных установок слышали щелчки и жужжащие звуки как результат воздействия микроволнового излучения. Исследования НАСА в 1970-х годах показали, что это вызвано тепловым расширением частей внутреннего уха. В 1955 году доктор Джеймс Лавлок смог реанимировать крыс, охлаждённых до 0—1 °C, с использованием микроволновой диатермии.
Когда возникает травма от воздействия микроволн, это обычно происходит в результате диэлектрического нагрева тела. Воздействие микроволнового излучения может вызвать катаракту по этому механизму, потому что микроволновое нагревание денатурирует белки в хрусталике глаза (так же, как тепло делает яичный белок непрозрачным). Хрусталик и роговица глаза особенно уязвимы, потому что в них нет кровеносных сосудов, которые могут отводить тепло. Воздействие высоких доз микроволнового излучения (например, от духовки, которая была взломана, чтобы позволить работать даже с открытой дверцей) может вызвать тепловое повреждение и других тканей, вплоть до серьёзных ожогов, которые могут быть не сразу очевидны из-за способности микроволн нагревать более глубокие ткани с более высоким содержанием влаги.
Элеонора Р. Адэр провела исследование своего здоровья, животных и других людей под воздействием микроволн, от которых они чувствовали тепло или даже начинали потеть и чувствовать себя довольно некомфортно. Она не обнаружила никаких неблагоприятных последствий для здоровья, кроме тепла.

## История

### Оптика Герца
Микроволны были впервые созданы в 1890-х годах в некоторых из самых ранних радиоэкспериментов физиками, которые считали их формой «невидимого света». Джеймс Клерк Максвелл в своей теории электромагнетизма 1873 года, которая основывается на уравнениях Максвелла, предсказал, что переменные электрическое и магнитное поля могут перемещаться в пространстве в виде электромагнитных волн, и предположил, что свет состоит из коротковолновых электромагнитных волн. В 1888 году немецкий физик Генрих Герц первым продемонстрировал существование радиоволн, используя примитивный радиопередатчик с искровым разрядником. Герц и другие ранние исследователи радио были заинтересованы в изучении сходства между радиоволнами и световыми волнами, чтобы проверить теорию Максвелла. Они сконцентрировались на создании коротковолновых радиоволн в диапазонах УВЧ и СВЧ, с помощью которых они могли дублировать классические оптические эксперименты в своих лабораториях, используя квазиоптические компоненты, такие как призмы и линзы из парафина, серы и пека, и проволочные дифракционные решётки для преломления и рассеивания радиоволны, как световых лучей. Герц создал волны до 450 МГц; его направленный передатчик 450 МГц состоял из 26 см латунной стержневой дипольной антенны с искровым разрядником между концами, подвешенным на фокальной линии параболической антенны, сделанной из изогнутого цинкового листа, питаемой импульсами высокого напряжения от индукционной катушки. Его исторические эксперименты продемонстрировали, что радиоволны, также как и свет, демонстрируют преломление, дифракцию, поляризацию, интерференцию и стоячие волны, доказывая, связь радиоволн и световых волн, которые являются формами электромагнитных волн Максвелла.
- Искровой передатчик Генриха Герца 450 МГц, 1888 г., состоял из 23 см диполя и искрового разрядника в фокусе параболического отражателя
- Джагадиш Чандра Бос в 1894 году был первым человеком, который создал миллиметровые волны; его искровой генератор (в коробке справа) генерировал 60 ГГц (5 мм) волны с использованием резонатора с металлическими шариками диаметром 3 мм
- Эксперимент по микроволновой спектроскопии Джона Амброуза Флеминга в 1897 году показал преломление микроволн  1,4 ГГц на парафиновой призме, дублирующие более ранние эксперименты Бозе и Риги
- Искровой генератор и приёмник Аугусто Риги 12 ГГц, 1895 г.

Начиная с 1894 года индийский физик Джагдиш Чандра Бос провёл первые эксперименты с микроволнами. Он был первым человеком, который создал миллиметровые волны, генерируя частоты до 60 ГГц (5 миллиметр), используя искровой генератор с металлическим шариком 3 мм. Бозе также изобрёл волновод, рупорные антенны и детекторы на полупроводниковых кристаллах для использования в своих экспериментах. Независимо в 1894 году Оливер Лодж и Аугусто Риги экспериментировали с 1,5 и 12 ГГц микроволнами, соответственно, генерируемыми небольшими искровыми резонаторами с металлическими шариками. Русский физик Пётр Лебедев в 1895 г. создал миллиметровые волны 50 ГГц. В 1897 году лорд Рэлей решил математическую краевую задачу об электромагнитных волнах, распространяющихся через проводящие трубки и диэлектрические стержни произвольной формы, в которой указал режимы и частоту отсечки для микроволн, распространяющихся через волновод.
Однако поскольку распространение микроволн ограничено прямой видимостью, они не могли использоваться за пределами видимого горизонта, а низкая мощность искровых передатчиков, которые использовались тогда, ограничивала их практический диапазон до нескольких миль. Последующее развитие радиосвязи после 1896 года использовало более низкие частоты, которые могли распространяться за горизонт в виде поверхностных волн и отражаться от ионосферы в виде небесных волн, более детально микроволновые частоты в то время не исследовались.

### Первые эксперименты по микроволновой связи
Практическое применение микроволновых частот не состоялось до 1940-х и 1950-х годов из-за отсутствия соответствующих источников, поскольку электронный генератор на триодной вакуумной лампе (лампе), используемый в радиопередатчиках, не мог генерировать частоты выше нескольких сотен мегагерц из-за чрезмерного времени прохождения электронов и межэлектродной ёмкости. К 1930-м годам были разработаны первые микроволновые вакуумные лампы малой мощности, работающие на новых принципах; трубка Баркгаузена - Курца и магнетрон с разъёмным анодом. Они могли генерировать несколько ватт мощности на частотах до нескольких гигагерц и использовались в первых экспериментах по микроволновой связи.
- Антенны 1931 года для опытов по радиорелейной связи через Ла-Манш на частоте 1,7 ГГц
- Экспериментальный передатчик 700 МГц в лабораториях Westinghouse в 1932 году передаёт голос на расстояние более мили
- Саутворт демонстрирует волновод на встрече Institute of Radio Engineers в 1938 году, показывает 1,5 ГГц волны, проходящие через гибкий металлический шланг длиной 7,5 м, регистрируемые диодным детектором
- Первая современная рупорная антенна в 1938 году изобретателем Уилмером Л. Барроу

В 1931 году англо-французский консорциум во главе с Андре Клавье продемонстрировал первую экспериментальную микроволновую ретрансляционную линию через Ла-Манш на 64 км между Дувром и Кале. Система передавала телефонные, телеграфные и факсимильные данные по двунаправленному каналу 1,7 ГГц с мощностью около полуватта, создаваемую миниатюрными трубками Баркгаузена — Курца в фокусе 3-метровой металлической тарелки.
Требовалось придумать слово, чтобы отличить эти новые более короткие длины волн, которые ранее были объединены в «коротковолновый» диапазон, что означало все волны короче 200 м. Термины квазиоптические волны и ультракороткие волны использовались какой-то период времени, но не получили широкого распространения. Первое использование слова «микроволна», по-видимому, произошло в 1931 году.

### Радар
Разработка радара, в основном секретная, до и во время Второй мировой войны, привела к технологическим достижениям, которые сделали микроволны применимыми на практиктике. Длины волн в сантиметровом диапазоне были необходимы для того, чтобы маленькие радиолокационные антенны, которые были достаточно компактными, чтобы поместиться на самолётах, имели достаточно узкую ширину луча для локализации самолётов противника. Было обнаружено, что обычные линии передачи, используемые для передачи радиоволн, имеют чрезмерные потери мощности на микроволновых частотах, и Джордж Саутворт из Bell Labs и Уилмер Барроу из Массачусетского технологического института независимо изобрели волновод в 1936 году. Барроу изобрёл рупорную антенну в 1938 году как средство для эффективного излучения микроволн в волновод или из него. В микроволновом приёмнике требовался нелинейный компонент, который действовал бы как детектор и смеситель на этих частотах, поскольку электронные лампы имели слишком большую ёмкость. Чтобы удовлетворить этому требованию, исследователи возродили устаревшую технологию, точечный кристаллический детектор (детектор с «кошачьем усом»), который использовался в качестве демодулятора в кристаллических радиоприёмниках на рубеже веков до появления ламповых приёмников. Малая ёмкость полупроводниковых переходов позволяла им работать на сверхвысоких частотах. Первые современные кремниевые и германиевые диоды были разработаны как микроволновые детекторы в 1930-х годах, и принципах физики полупроводников, открытых во время разработки полупроводников, они привели к созданию полупроводниковой электроники после войны.
- Прототип магнетронной трубки с резонатором, созданный Рэндаллом и Бутом в Университете Бирмингема, 1940 год. При использовании трубка устанавливалась между полюсами электромагнита
- Первая коммерческая клистронная трубка General Electric, 1940 г., разрезанная для демонстрации внутренней конструкции
- АН/АПС-4 — радиолокатор воздушного перехвата 10 ГГц, используемый на американских и британских самолётах во время Второй мировой войны
- Мобильная микроволновая релейная станция армии США, 1945 г., демонстрирующая релейные системы, использующие частоты от 01, до 4,9 ГГц, который может передавать до 8 телефонных звонков по лучу

Первые мощные источники микроволнового излучения были изобретены в начале Второй мировой войны: клистрон — Расселом и Сигурдом Варианами из Стэнфордского университета в 1937 году, и магнетрон — Джоном Рэндаллом и Гарри Бутом из университета Бирмингема, Великобритания в 1940 году. Десятисантиметровый (3 ГГц) СВЧ-радар использовался на британских военных самолётах в конце 1941 года и, как оказалось, изменил правила игры. Решение Великобритании в 1940 году поделиться своей микроволновой технологией со своим союзником из США (миссия Тизард) значительно сократило войну. Радиационная лаборатория Массачусетского технологического института, тайно созданная в Массачусетском технологическом институте в 1940 году для исследования радаров, дала большую часть теоретических знаний, необходимых для использования микроволн. Первые микроволновые релейные системы были разработаны вооружёнными силами союзников ближе к концу войны и использовались для защищённых сетей связи на поле боя на европейском театре военных действий.

### После Второй мировой войны
После Второй мировой войны микроволны стали широко использоваться в коммерческих целях. Благодаря своей высокой частоте передатчики на их основе обладают очень большой пропускной способностью (пропускной способностью) информации; один микроволновый луч может передать десятки тысяч телефонных звонков. В 1950—1960-х годах в США и Европе были построены трансконтинентальные микроволновые ретрансляционные сети для обмена телефонными звонками между городами и распространения телевизионных программ. В новой промышленности телевизионного вещания, начиная с 1940-х микроволновые тарелки использовались для передачи транспортных каналов видео каналов с мобильных телевизионных станций обратно в студию, позволяя транслировать дистанционные телевизионные передачи. Первые спутники связи были запущены в 1960-х годах, которые ретранслировали телефонные звонки и телевидение между удалёнными друг от друга точками на Земле с помощью микроволновых лучей. В 1964 году Арно Пензиас и Роберт Вудро Вильсон, исследуя шум в спутниковой рупорной антенне в Bell Labs, Холмдейл, Нью-Джерси, обнаружили космическое микроволновое фоновое излучение.
Микроволновая РЛС стала центральной технологией, используемой в управлении воздушным движением, морской навигации, противовоздушной обороне, обнаружении баллистических ракет, а позже и во многих других областях. Радиолокационная и спутниковая связь послужили стимулом для разработки современных микроволновых антенн; параболической антенны (наиболее распространённый тип), антенны Кассегрена, линзовой антенны, щелевой антенны и фазированной антенной решётки.
Способность коротких волн быстро нагревать материалы и готовить пищу была исследована в 1930-х годах И. Ф. Муромцевым в Westinghouse, а на Всемирной выставке в Чикаго в 1933 году продемонстрировал приготовление пищи с помощью 60-МГц радиопередатчика. В 1945 году Перси Спенсер, инженер, работавший над радаром в Raytheon, заметил, что микроволновое излучение магнетронного генератора расплавило шоколадный батончик в его кармане. Он исследовал приготовление пищи с помощью микроволн и изобрёл микроволновую печь, состоящую из магнетрона, излучающего микроволны в закрытую металлическую полость, содержащую пищу, которая была запатентована Raytheon 8 октября 1945 года. Из-за своей стоимости микроволновые печи изначально использовались на кухнях в учреждениях, но к 1986 году примерно 25 % домашних хозяйств в США имели такую. Микроволновой нагрев стал широко использоваться в качестве промышленного процесса в таких отраслях, как производство пластмасс, а также в качестве лечебного средства для уничтожения раковых клеток в микроволновой гипертермии.
Лампа бегущей волны (ЛБВ), разработанная в 1943 году Рудольфом Компфнером и Джоном Пирсом, обеспечила мощный перестраиваемый источник микроволн до 50 ГГц, и стала наиболее широко используемой микроволновой лампой, помимо повсеместно используемого в микроволновых печах магнетрона. Семейство гиротронных трубок, разработанное в Советском Союзе, может генерировать микроволны мегаваттной мощности до частот миллиметрового диапазона и используется в промышленном нагреве и исследованиях плазмы, а также для питания ускорителей частиц и ядерных термоядерных реакторов.

### Твердотельные микроволновые устройства
Развитие полупроводниковой электроники в 1950-х годах привело к появлению первых твердотельных микроволновых устройств, которые работали по новому принципу; отрицательное дифференциальное сопротивление (некоторые из довоенных микроволновых ламп также использовали отрицательное дифференциальное сопротивление). Генератор обратной связи и двухпортовые усилители, которые использовались на более низких частотах, стали нестабильными на микроволновых частотах, а генераторы на основе отрицательного дифференциального сопротивления и усилители на основе однопортовых устройств, таких как диоды, работали лучше.
Туннельный диод, изобретённый в 1957 году японским физиком Лео Эсаки, мог генерировать несколько милливатт микроволновой мощности. Его изобретение положило начало поиску полупроводниковых устройств с отрицательным дифференциальным сопротивлением для использования в качестве микроволновых генераторов, что привело к изобретению лавинно-пролётного диода в 1956 году У. Т. Ридом и Ральфом Л. Джонстоном и диода Ганна в 1962 году Дж. Б. Ганном. Сегодня диоды являются наиболее широко используемыми микроволновыми источниками. Были разработаны два малошумящих полупроводниковых усилителя СВЧ с отрицательным дифференциальным сопротивлением; рубиновый мазер, изобретённый в 1953 году Чарльзом Х. Таунсом, Джеймсом П. Гордоном и Х. Дж. Зейгером, и варакторный параметрический усилитель, разработанный в 1956 году Марионом Хайнсом. Они использовались для малошумящих микроволновых приёмников в радиотелескопах и наземных спутниковых станциях. Мазер привёл к разработке атомных часов, которые отсчитывают время, используя точную микроволновую частоту, излучаемую атомами при переходе электрона между двумя энергетическими уровнями. Схемы усилителей с отрицательным дифференциальным сопротивлением потребовали изобретения новых невзаимных волноводных компонентов, таких как циркуляторы, изоляторы и направленные ответвители. В 1969 году Курокава вывел математические условия устойчивости цепей с отрицательным дифференциальным сопротивлением, которые легли в основу конструкции микроволнового генератора.

### Микроволновые микросхемы
До 1970-х годов СВЧ-устройства и схемы были громоздкими и дорогими, поэтому СВЧ-частоты обычно ограничивались выходным каскадом передатчиков и ВЧ-входом приёмников, а сигналы гетеродинировались до более низкой промежуточной частоты для обработки. В период с 1970-х годов по настоящее время были разработаны крошечные недорогие активные твердотельные микроволновые компоненты, которые могут быть установлены на печатных платах, что позволяет схемам выполнять значительную обработку сигналов на микроволновых частотах. Это сделало возможным спутниковое телевидение, кабельное телевидение, устройства GPS и современные беспроводные устройства, такие как смартфоны, Wi-Fi и Bluetooth, которые подключаются к сетям с помощью микроволн.
Микрополосковая линия передачи, используемая на микроволновых частотах, была изобретена с помощью печатных схем в 1950-х годах. Возможность дёшево изготавливать широкий спектр форм на печатных платах позволила создавать микрополосковые версии конденсаторов, катушек индуктивности, резонансных шлейфов, разветвителей, направленных ответвителей, диплексеров, фильтров и антенн, что позволило проектировать компактные микроволновые схемы.
Транзисторы, работающие на сверхвысоких частотах, были разработаны в 1970-х годах. Полупроводниковый арсенид галлия (GaAs) имеет гораздо более высокую подвижность электронов, чем кремний, поэтому устройства, изготовленные из этого материала, могут работать с частотой в 4 раза выше, чем аналогичные устройства из кремния. Начиная с 1970-х годов GaAs использовался для создания первых микроволновых транзисторов и, с тех пор, он доминирует в сверхвысокочастотных полупроводниках. MESFET (полевые транзисторы металл-полупроводник), высокочастотные полевые транзисторы на основе GaAs, использующие переходы Шоттки для затвора разрабатывались, начиная с 1968 года, и достигли частоты отсечки 100 ГГц, и в настоящее время являются наиболее широко используемыми активными микроволновыми устройствами. Ещё одно семейство транзисторов с более высоким пределом частоты — HEMT (транзистор с высокой подвижностью электронов), полевой транзистор, сделанный из двух разных полупроводников, AlGaAs и GaAs, с использованием технологии гетероперехода и аналогичный HBT (биполярный транзистор с гетеропереходом).
GaAs может быть полуизолирующим, что позволяет использовать его в качестве подложки, на которой электронные схемы, содержащие пассивные компоненты, а также транзисторы, можно изготовить методом литографии. К 1976 году это привело к появлению первых интегральных схем (ИС), которые работали на микроволновых частотах, названных микровоновыми монолитными интегральными схемами (MMIC). Слово «монолитный» было добавлено, чтобы отличить их от микрополосковых печатных плат, которые назывались «микроволновыми интегральными схемами» (MIC). С тех пор также были разработаны кремниевые MMIC. Сегодня MMIC стали рабочими лошадками как аналоговой, так и цифровой высокочастотной электроники, позволяя изготавливать однокристальные микроволновые приёмники, широкополосные усилители, модемы и микропроцессоры.